# Rungu (Ethnie)
Die Rungu, auch Tabwa oder Warungu, sind eine Bantu-Ethnie im Südwesten von Tansania und Nordosten von Sambia.
1987 wurde ihre Zahl in Tansania auf 34.000 geschätzt. Die Zahl der Rungu in Sambia ist nicht bekannt, da sie dort unter der Ethnie der Mambwe zusammengefasst werden. Deren Zahl wurde 1993 in Sambia auf 262.800 geschätzt.
Die Rungu sind Ackerbauern und Viehzüchter. Sie sind Christen mit animistischen Wurzeln.
Die Sprachen der Mambwe, der Lungu und der Rungu unterscheiden sich in Dialektschwankungen.